# Cour suprême de l'État de Louisiane

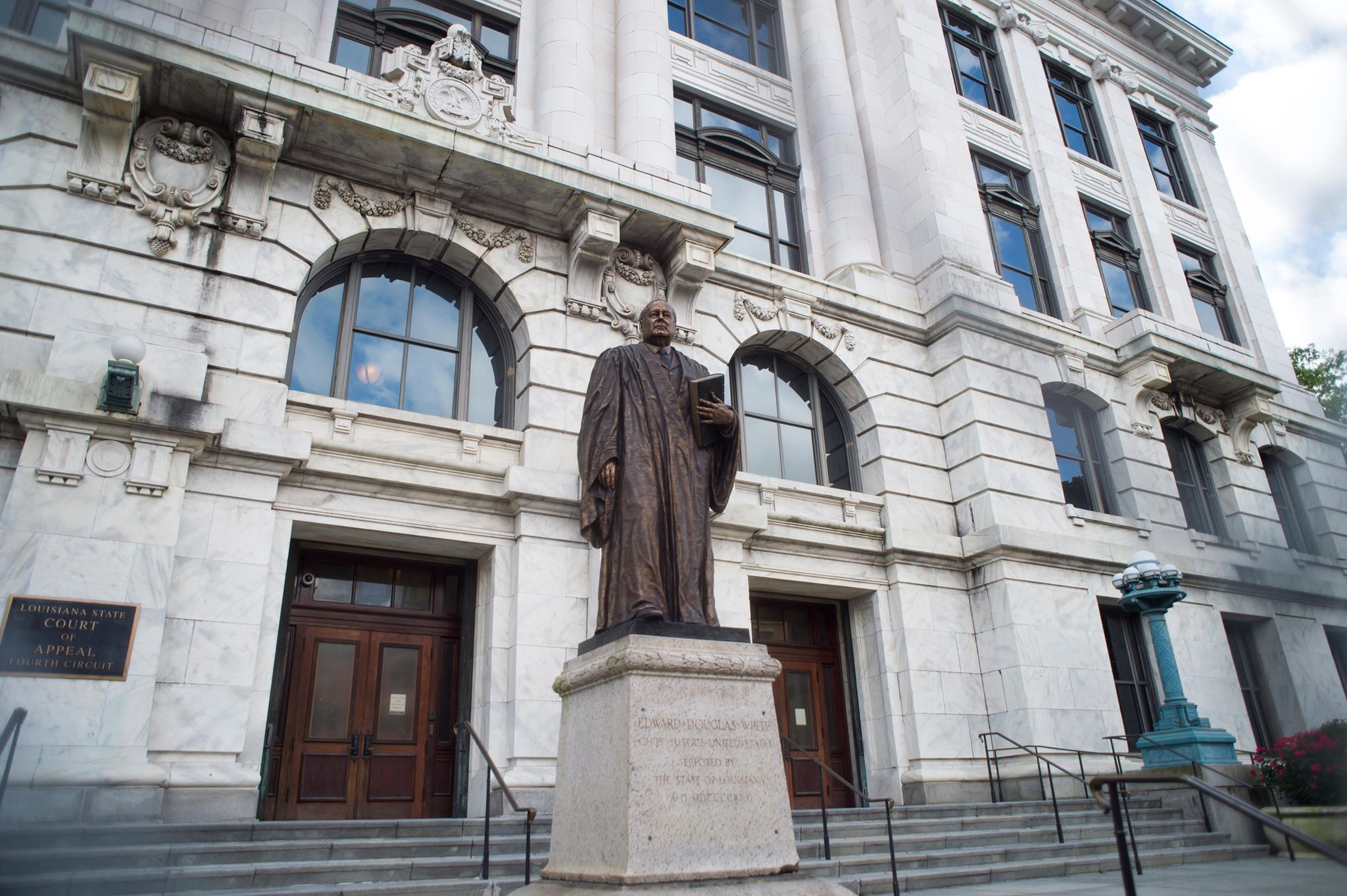
Le bâtiment de la Cour suprême en mars 2018, la statue du juge en chef des États-Unis, Edward Douglass White, au premier plan

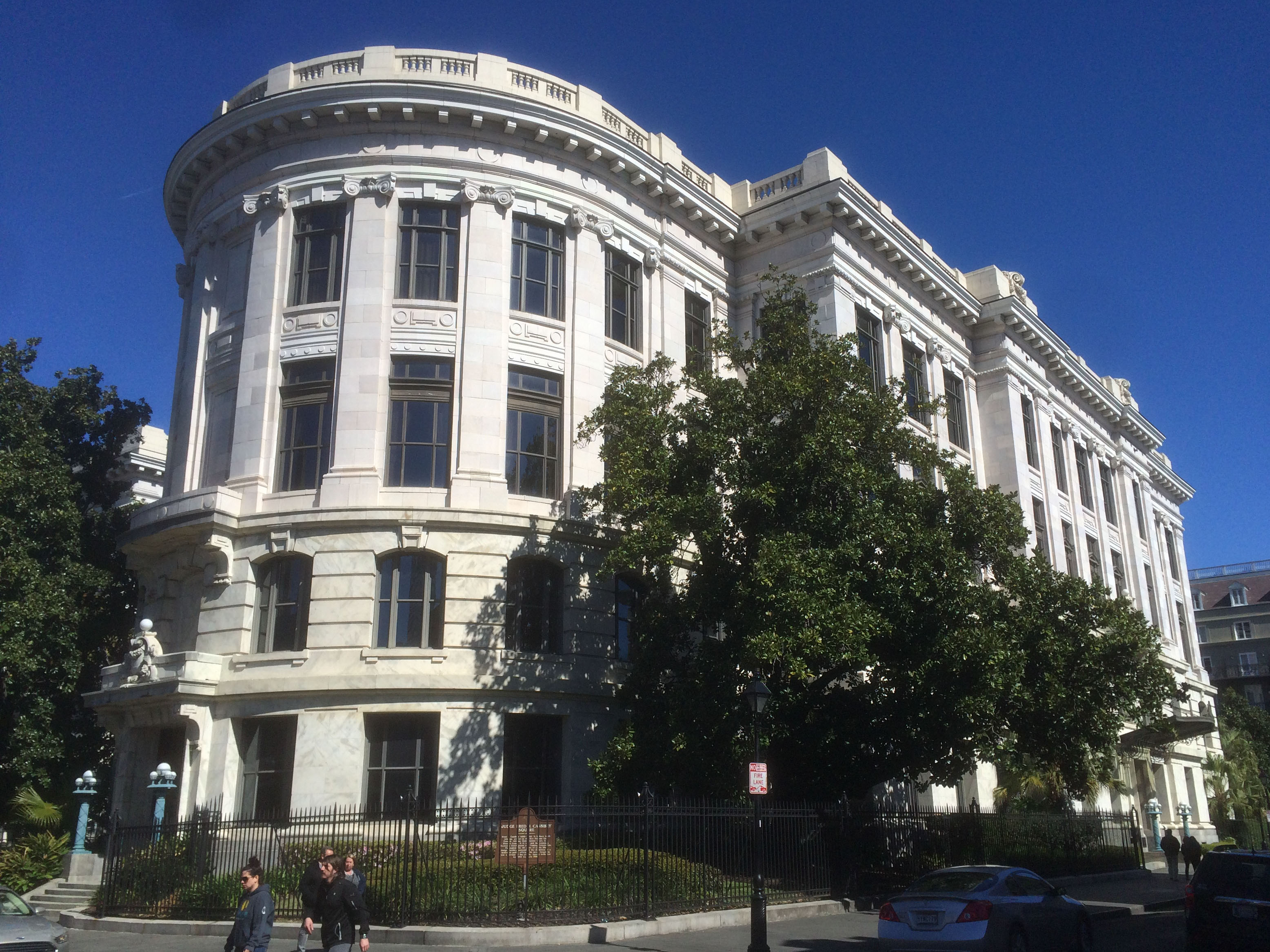
Après une rénovation de 20 ans (et une absence de 46 ans du quartier français), la Cour est revenue en 2004 dans le bâtiment du tribunal d'État datant d'environ 1910 dans le quartier français de la Nouvelle-Orléans.

La Cour suprême de l'État de Louisiane est la plus haute cour et le tribunal de dernier recours de l'État américain de Louisiane. La Cour suprême moderne, composée de sept juges, se réunit dans le quartier français de la Nouvelle-Orléans.
La Cour suprême et le droit de l’État de Louisiane sont historiquement fondés par les gouvernements coloniaux de la France et de l’Espagne au cours du XVIIIe siècle.

## Gouvernement colonial français et espagnol
Sous les gouvernements coloniaux de la France puis de l’Espagne, les tribunaux de Louisiane existaient sous plusieurs formes différentes. En 1712, une charte accordée par la France crée un Conseil supérieur doté de fonctions exécutives et judiciaires qui fonctionne comme tribunal de dernier recours dans les affaires civiles et pénales. En 1769, la Louisiane (Nouvelle-France) devient la Louisiane (Nouvelle-Espagne) et ce Conseil supérieur est remplacé par le Cabildo. C'est le gouverneur colonial qui détient l'autorité finale dans les affaires juridiques.
Il faut noter que la partie de la Louisiane actuelle connue sous le nom de paroisses de Floride, la partie à l'est du fleuve Mississippi, à l'exception de la Nouvelle-Orléans, a connu une succession distincte et séparée de gouvernements coloniaux à partir de 1763.

## Gouvernement territorial américain
En 1803, la Louisiane devient un territoire des États-Unis, connu sous le nom de Territoire d'Orléans. En 1804, le Congrès crée une Cour supérieure composée de trois juges pour l'ensemble du territoire et donne au Conseil législatif le pouvoir de créer d'autres tribunaux. En 1807, le Conseil législatif nouvellement élu crée des tribunaux dans chacune des dix-neuf paroisses du territoire. Ces tribunaux étaient des tribunaux de juridiction générale, avec possibilité d'appel devant la Cour supérieure.

## La Cour sous le gouvernement de l'État de Louisiane

### Constitution de 1812
Dans la première constitution de l'État de Louisiane, une Cour suprême est créée et le pouvoir législatif institue des tribunaux inférieurs. Le nombre de juges est fixé à trois au moins et à cinq au plus, et ils sont nommés par le gouverneur. Ce tribunal siége à la Nouvelle-Orléans et à Opelousas.

### Constitution de 1845
La Constitution de 1845 crée une Cour suprême composée d'un juge en chef et de trois juges associés nommés par le gouverneur pour des mandats de huit ans. Ce tribunal siége à la Nouvelle-Orléans.

### Constitution de 1852
La Constitution de 1852 augmente le nombre de juges à la Cour à cinq, et tous sont élus par les habitants. Le juge en chef est élu par l'ensemble de l'État et les juges associés étaient élus dans quatre districts de l'État. Les juges exercent des mandats de dix ans.

### Constitution de 1864
En 1864, les juges sont à nouveau nommés et la durée de leur mandat est réduite à huit ans.

### Constitution de 1868
La Constitution de 1868 n’a pas modifié la composition ni les termes de la Cour suprême, mais elle a modifié et étendu sa compétence dans les affaires civiles pour inclure presque tous les types d’affaires judiciaires.

### Constitution de 1879
La Constitution post-Reconstruction de 1879 modifie en profondeur l’organisation du système judiciaire de la Louisiane. Cette Constitution crée la Cour suprême, les cours d’appel, les tribunaux de district et les juges de paix. La Cour suprême a conservé cinq juges, mais ils étaient désormais nommés par le gouverneur et servaient des mandats de douze ans. Pour la première fois, la Cour suprême s’est vu conférer un pouvoir de contrôle sur les tribunaux inférieurs.

### Constitution de 1898
En 1898, la juridiction de la Cour suprême est élargie. La Cour se voit attribuer la compétence initiale sur le barreau. La Nouvelle-Orléans est choisie pour accueillir le siège de la Cour suprême. Le juge en chef est désigné par le juge le plus ancien en fonction.

### Constitution de 1913
La Constitution de 1913 exigea que les membres du pouvoir judiciaire soient élus plutôt que nommés.

### Constitution de 1921
En 1921, la Cour gagne deux sièges, portant le nombre de juges à sept. En raison d’un important retard dans ses activités, la Cour est autorisée à siéger par groupes de trois. La Cour suprême obtient le pouvoir de révoquer les juges de tribunaux inférieurs.

### Constitution de 1974
La Constitution actuelle de la Louisiane de 1974, amendée en 1980, prévoit une Cour suprême composée d'un juge élu dans chacun des sept districts de la Cour suprême, pour un mandat de 10 ans. Le juge en chef n'est pas élu séparément des autres juges (comme c'est le cas dans d'autres États, comme à la Cour suprême du Texas) ; en vertu de l'article V, section 6, le « juge le plus ancien en service à la Cour suprême » (c'est-à-dire le juge ayant le plus long mandat à la Cour) exerce les fonctions de juge en chef.

## Compétence et recours
La Cour a des compétences sur les questions disciplinaires impliquant la magistrature et le barreau conformément à l'article V, section 5 (B).
La Cour a une compétence exclusive en matière d'appel (c'est-à-dire que toutes les cours d'appel intermédiaires sont contournées) sur tout cas où une loi ou une ordonnance de cet État a été déclarée inconstitutionnelle, ou  lorsqu'un accusé a été reconnu coupable d'un crime capital et que la peine de mort a effectivement été imposée conformément à l'article V, section 5 (D). Dans toutes les autres affaires, la Cour a une compétence d'appel régulière des cours d'appel inférieures.
Les appels contre la peine de mort sont automatiques et de droit. Tous les autres recours en appel des décisions des tribunaux inférieurs de l'État sont obtenus par le biais d'un processus de certiorari, comme le prévoit l'article V, section 5 (A) et la règle X du Règlement de la Cour suprême.
La Cour a une autorité générale de surveillance et d'élaboration de règles sur tous les tribunaux d'État inférieurs conformément à l'article V, section 5 (A).
Sur certaines questions impliquant les personnes qui exercent la fonction de juge à n'importe quel niveau en vertu de la constitution de l'État de Louisiane, la Cour suprême de Louisiane peut prendre en compte les recommandations de la Commission judiciaire de Louisiane, un organe consultatif composé de neuf membres.

## Districts
La Cour suprême de Louisiane compte sept districts électoraux, chaque district élisant un juge.
Les districts sont composés comme suit : 

### Premier arrondissement
- Paroisse de Jefferson
- Paroisse d'Orléans
- Paroisse de Sainte-Héléna
- Paroisse de Saint-Tammany
- Paroisse de Tangipahoa
- Paroisse de Washington

### Deuxième arrondissement
- Paroisse d'Allen
- Paroisse de Beauregard
- Paroisse de Bossier
- Paroisse de Caddo
- Paroisse de De Soto
- Paroisse d'Evangeline
- Paroisse de Natchitoches
- Paroisse de Red River
- Paroisse de Sabine
- Paroisse de Vernon
- Paroisse de Webster

### Troisième arrondissement
- Paroisse d'Acadia
- Paroisse d'Avoyelles
- Paroisse de Calcasieu
- Paroisse de Cameron
- Paroisse de Jefferson Davis
- Paroisse de Lafayette
- Paroisse de Saint-Landry
- Paroisse de Vermilion

### Quatrième arrondissement
- Paroisse de Bienville
- Paroisse de Caldwell
- Paroisse de Catahoula
- Paroisse de Claiborne
- Paroisse de Concordia
- Paroisse de Carroll Est
- Paroisse de Franklin
- Paroisse de Grant
- Paroisse de Jackson
- Paroisse de La Salle
- Paroisse de Lincoln
- Paroisse de Madison
- Paroisse de Morehouse
- Paroisse d'Ouachita
- Paroisse des Rapides
- Paroisse de Richland
- Paroisse de Tensas
- Paroisse de l'Union
- Paroisse de Carroll Ouest
- Paroisse de Winn

### Cinquième arrondissement
- Paroisse d'Ascension
- Paroisse de Baton Rouge Est
- Paroisse de Feliciana Est
- Paroisse d'Iberville
- Paroisse de Livingston
- Paroisse de la Pointe Coupée
- Paroisse de Baton Rouge Ouest
- Paroisse de Feliciana Ouest

### Sixième arrondissement
- Paroisse d'Assumption
- Paroisse de l'Ibérie
- Paroisse de Jefferson
- Paroisse de Lafourche
- Paroisse de Plaquemine
- Paroisse de Saint-Bernard
- Paroisse de Saint-Charles
- Paroisse de Saint-James
- Paroisse de Saint-Jean-Baptiste
- Paroisse de Saint-Martin
- Paroisse de Sainte-Marie
- Paroisse de Terrebonne

### Septième arrondissement
- Paroisse de Jefferson
- Paroisse d'Orléans

## Composition actuelle
| District | Juges                         | Naissance             | Début                | Fin  | Affiliation politique | Université                     |
| -------- | ----------------------------- | --------------------- | -------------------- | ---- | --------------------- | ------------------------------ |
| 6e       | John L. Weimer , juge en chef | 2 octobre 1954        | 13 décembre 2001     | 2032 | Indépendant           | Université d'État de Louisiane |
| 5e       | Jefferson D. Hughes III       | 9 janvier 1952        | 1 février 2013       | 2028 | Républicain           | Université d'État de Louisiane |
| 1e       | William J. Crain              | 1961 ou 1962          | 11 décembre 2019     | 2028 | Républicain           | Université d'État de Louisiane |
| 4e       | Jay McCallum                  | 6 juin 1960           | 13 novembre 2020     | 2026 | Républicain           | Université d'État de Louisiane |
| 7e       | Piper D. Griffin              | 2 févrierfévrier 1962 | 1er janvier 2021     | 2030 | Démocrate             | Université d'État de Louisiane |
| 2e       | John Guidry                   | 19 janvier 1962       | 1er janvier 2025     | 2034 | Démocrate             | Southern University            |
| 3e       | Cade Cole                     | 1982 ou 1983          | février ou mars 2025 | 2026 | Républicain           | Université Tulane              |

1. ↑  Devenu juge en chef le 7 janvier 2021.

## Ancienneté des juges
L'ancienneté des juges de la Cour suprême de Louisiane a posé problème à l'été 2012 après que la juge en chef Kimball annonce sa retraite. La Constitution de la Louisiane, art. 5, § 6, stipule que « Le juge le plus ancien en service à la Cour suprême sera juge en chef. » . Lorsque la juge Bernette Johnson est élue en 1994 à un siège de cour d'appel d'État, est également affectée à la Cour suprême à temps plein en vertu d'un décret de consentement fédéral. Le juge Jeffrey Victory, élu à la Cour suprême en 1995, conteste l'élévation de Johnson au poste de juge en chef, arguant qu'elle n'est devenue juge à part entière de la Cour suprême qu'en 2000, lorsque Johnson est élu pour la première fois pour occuper un siège permanent à la Cour. Le juge Johnson dépose une plainte fédérale à ce sujet le 5 juillet 2012. Le 1er septembre, la juge Susie Morgan de la Cour fédérale de district statue que Johnson avait l'ancienneté. Le gouverneur Bobby Jindal déclare qu'il devrait être laissé à l'État le soin d'interpréter sa constitution et dépose un recours une semaine plus tard. Il demande à la Cour d'appel du 5e circuit des États-Unis de réexaminer les décisions du tribunal inférieur. Le 16 octobre 2012, la Cour suprême de Louisiane décide que Johnson sera le prochain juge en chef.